# RTS Televisión Santafesina
RTS (abreviatura de Radio y Televisión Santafesina) anteriormente conocido como Santa Fe Canal, es un canal de televisión abierta argentino que transmite desde la ciudad de Recreo. El canal se llega a ver en parte de la Provincia de Santa Fe y zonas aledañas. Es operado por el Gobierno de Santa Fe a través de la empresa pública Radio y Televisión Santafesina Sociedad del Estado.

## Historia
Comenzó sus transmisiones experimentales el 21 de septiembre de 2016. Su programación es generalista, que abarca distintos rubros como noticias, política, información de municipios, deportes, música, etc.
El 5 de enero de 2016, el Ente Nacional de Comunicaciones, autoriza al Gobierno de Santa Fe la instalación, funcionamiento y explotación de un servicio de televisión digital terrestre abierta, en carácter de autorizado conforme la definición contenida en la Norma Nacional de Servicio, en el canal digital 29.2, con categoría C, formato de servicio HD 720, tasa de transmisión hasta 6,5 Mbit/s, en la ciudad de Santa Fe, provincia homónima. También es autorizada una repetidora en la ciudad de Rosario en la TDA canal 33.2
En 2021 pasó a denominar Santa Fe Canal por el gobierno de Omar Perotti.
El 1 de enero de 2024, tras la llegada de Maximiliano Pullaro a la gobernación, el canal cambia de nombre a RTS (Radio y Television Santafesina).

## Noticieros
| Nombre          | Horario                                |
| --------------- | -------------------------------------- |
| Buena Mañana    | Lunes a viernes 7.00 a 9.00 (UTC -3)   |
| Buen Mediodía   | Lunes a viernes 12.00 a 14.00 (UTC -3) |
| Edición Central | Lunes a viernes 19.00 a 21.00 (UTC -3) |